# Andrew Barkworth Wright
Andrew Barkworth Wright, né le 30 novembre 1895 et décédé le 24 mars 1971 était un fonctionnaire colonial britannique.

## Biographie
Wright est né à Mawgan-in-Meneage dans le comté de Cornouailles au Royaume-Uni, le fils d'un pasteur anglican. Il a été instruit à Haileybury et au Jesus Collège de l'université de Cambridge, avant de servir dans le régiment Suffolk pendant la Première Guerre mondiale, pour laquelle il a reçu la croix de guerre. Il a rejoint l'administration civile de Chypre en 1922 avant de devenir son secrétaire colonial en 1937. Wright participe à la Seconde Guerre mondiale avec le grade de lieutenant-colonel, il devient secrétaire colonial de Trinité en 1943. En janvier 1947, il est nommé gouverneur de Gambie. Lorsqu'il quitte la Gambie en décembre 1949, il est nommé gouverneur de Chypre jusqu'en 1954.

## Distinctions
- Ordre de Saint-Michel et Saint-Georges Chevalier Commandeur (KCMC) en 1948. Compagnon (CMG) en 1941.
- Ordre de l'Empire britannique à titre civil Commandeur (CBE) en 1932.